# Lud (czasopismo)

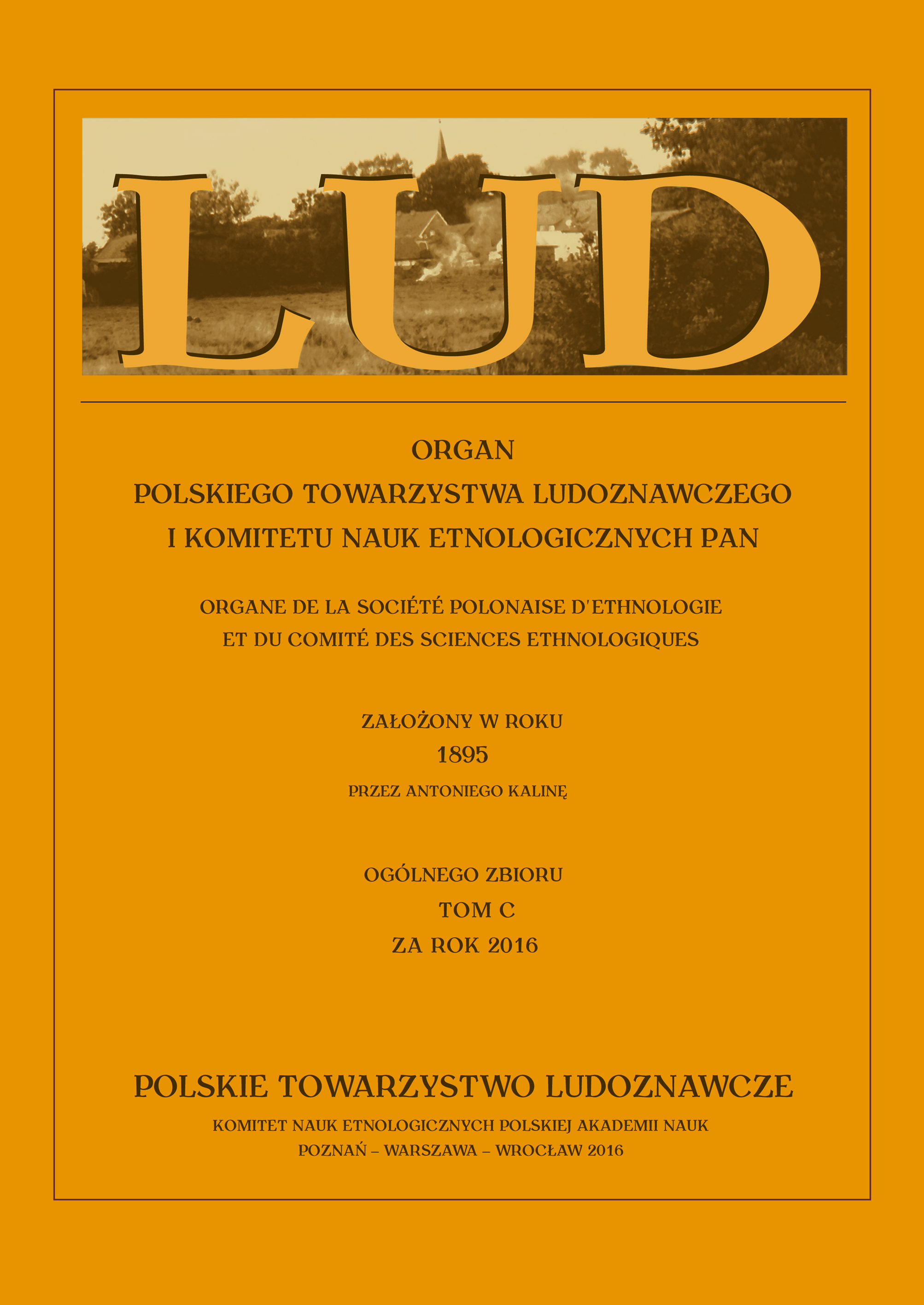
Okładka setnego numeru czasopisma Lud z 2016 roku

Lud – polskie czasopismo naukowe z zakresu etnologii i antropologii kulturowej założone w 1895 roku we Lwowie. Wspólny organ Polskiego Towarzystwa Ludoznawczego i Komitetu Nauk Etnologicznych PAN (od 1992 roku).

## Początki (1895-1939)
Było to trzecie powołane w Polsce czasopismo o tematyce etnograficznej i etnologicznej po „Zbiorze Wiadomości do Antropologii Krajowej” oraz „Wiśle”, ale jedyne, które jest wydawane nieprzerwanie do dzisiaj. Uchwałę o wydawaniu czasopisma (miesięcznika) podjęło Towarzystwo Ludoznawcze na trzecim posiedzeniu w dniu 16 marca 1895 roku. Z czasopismem podjęli współpracę znani etnografowie, m.in. ukraiński folklorysta Iwan Franki, Jan Karłowicz, Bronisław Gustawicz, Seweryn Udziela. Pierwszy zeszyt czasopisma ukazał się drukiem w kwietniu 1895 roku. Układ treści pierwszego numeru: rozprawy, zbiory materiałów etnograficznych, rozbiory i sprawozdania, bibliografia, przegląd czasopism, wiadomości z dziedziny ludoznawstwa.
Od 1896 roku wychodziło jako kwartalnik. W 1904 roku redaktorami czasopisma zostali Karol Potkański i Seweryn Udziela, redakcję przeniesiono do Krakowa. W 1906 redaktorem naczelnym został Józef Kallenbach, ponownie przeniesiono redakcję czasopisma do Lwowa. W roku 1907 funkcję redaktora naczelnego pełnił Wilhelm Bruchnalski, a w latach 1908–1909 redaktorem naczelnym był Szymon Matusiak. W 1910 redaktorem został Adam Fischer, który pełnił tę funkcję do 1939 roku. Dzięki jego działaniom od roku 1912 czasopismo ukazywało się jako rocznik.
Po I wojnie światowej charakter „Ludu” zmienił się na bardziej naukowy, pojawiły się teksty antropologów takich jak Jan Czekanowski i etnografów, jak Bronisław Malinowski. 36. tom czasopisma nie ukazał się, cały nakład został zniszczony w wyniku działań wojennych podczas II wojny światowej.

## Po 1945 roku
Pierwszy powojenny numer czasopisma za rok 1946 ukazał się w 1947 roku w Krakowie, zawierał m.in. artykułu Stanisława Poniatowskiego i Juliana Krzyżanowskiego. Od 1947 roku czasopismo było wydawane w Lublinie, a jego redaktorem naczelnym był Józef Gajek. Pod jego redakcją czasopismo skupiło się na problematyce szeroko pojętej kultury materialnej, dziedzinę folkloru oddając w 1957 roku nowo powstałej „Literaturze Ludowej”. W 1968 roku redakcja została przeniesiona do Poznania, a redaktorem naczelnym został Józef Burszta. Od tego czasu redakcja mieści się w kolejnych siedzibach Instytutu Etnologii i Antropologii Kulturowej UAM.

## Po 2016 roku

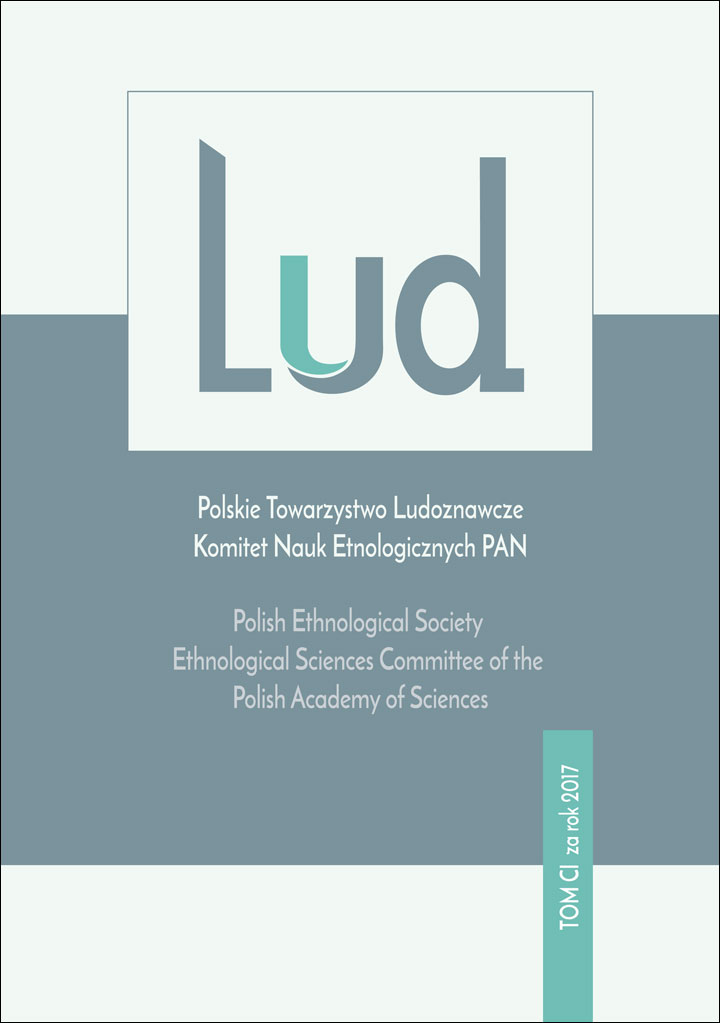
Okładka sto pierwszego numeru czasopisma Lud z 2017 roku

W 2016 roku ukazał się setny numer czasopisma, ostatni w wersji papierowej. Jego ukazanie się było możliwe dzięki społecznej akcji zbierania funduszy. Na liście darczyńców znalazło się 9 instytucji i 49 osób. Decyzją Zarządu Głównego Polskiego Towarzystwa Ludoznawczego od 2017 roku czasopismo ukazuje się wyłącznie w wersji elektronicznej na Akademickiej Platformie Czasopism UMK. Czasopismo jest indeksowane w bazach czasopism naukowych: SCOPUS, IBSS (International Bibliography of the Social Sciences), Anthropological Index Online, CEJSH (Central European Journal of Social Sciences and Humanities), ERIH PLUS (European Reference Index for the Humanities and Social Sciences), Bibliografia Etnografii Polskiej.
Układ treści tomu:
- Artykuły
- Recenzje
- In memoriam
- Komunikaty
- Dyskusje, polemiki i artykuły recenzyjne

Wszystkie artykuły podlegają recenzji.

## Redaktorzy naczelni (1895-2016)
- 1895-1906 – Prof. dr Antoni Kalina
- 1904-1905 – Karol Potkański, Seweryn Udziela
- 1906 – Józef Kallenbach
- 1907 – Wilhelm Bruchnalski
- 1908-1909 – Szymon Matusiak
- 1912-1939 – Adam Fischer
- 1945-1968 – Józef Gajek
- 1968-1987 – Józef Burszta
- 1988-2006 roku – Zbigniew Jasiewicz
- 2007-2016 – Danuta Penkala-Gawęcka
- 2017-2024 – Wojciech Dohnal

## Redakcja (2021-2024)[13]

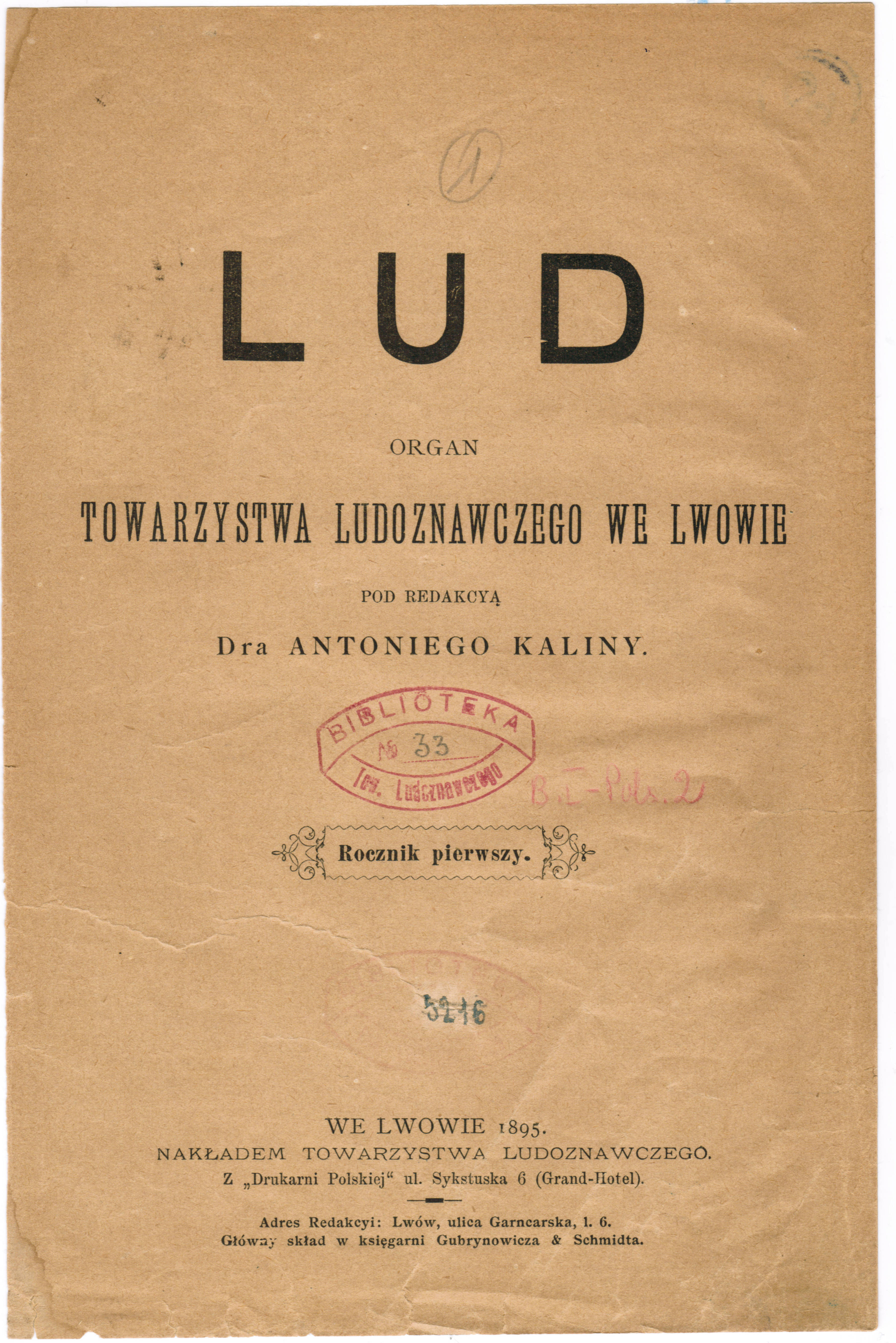
Okładka pierwszego numeru czasopisma Lud z 1895 roku

W 2020 roku został ogłoszony konkurs na redaktora lub redaktorkę czasopisma. Obecnie redakcja składa się z następujących osób:
- Redaktor naczelny: dr hab. Prof. UAM Wojciech Dohnal (Instytut Etnologii i Antropologii Kulturowej UAM w Poznaniu, PTL Oddział w Poznaniu)
- Sekretarz redakcji: dr hab. Katarzyna Majbroda (Katedra Etnologii i Antropologii Kulturowej UWr., PTL Oddział we Wrocławiu)
- Członkinie redakcji: dr hab. Agnieszka Chwieduk (Instytut Etnologii i Antropologii Kulturowej UAM w Poznaniu, PTL Oddział w Poznaniu), dr hab. Agnieszka Kościańska (Instytut Etnologii i Antropologii Kulturowej UW, PTL Oddział w Warszawie)

## Rada Naukowa (2017-2020)
- Janusz Barański (IEiAK, Uniwersytet Jagielloński)
- Michał Buchowski (IEiAK, Uniwersytet im. Adama Mickiewicza w Poznaniu)
- Juraj Buzalka (Fakulta sociálnych a ekonomických vied, Univerzita Komenského, Bratislava)
- Karolina Follis (Department of Politics, Philosophy and Religion, Lancaster University, Lancaster UK)
- Elżbieta Goździak (Institute for the Study of International Migration, Georgetown University, Washington)
- Chris Hann (Max Planck Institute for Social Anthropology, Halle/Saale)
- Zbigniew Jasiewicz (em. prac. nauki, IEiAK, Uniwersytet im. Adama Mickiewicza w Poznaniu)
- Katarzyna Kaniowska (IEiAK, Uniwersytet Łódzki)
- Gabriela Kiliánová (Filozofická fakulta, Univerzita Komenského, Bratislava)
- Anika Keinz (Kulturwissenschaftliche Fakultät, Europa-Universität Viadrina, Frankfurt am Oder)
- Lech Mróz (em. prac. nauki, IEiAK, Uniwersytet Warszawski)
- Danuta Penkala-Gawęcka (IEiAK, Uniwersytet im. Adama Mickiewicza w Poznaniu)
- Frances Pine (Department of Anthropology, Goldsmiths, University of London)
- Aleksander Posern-Zieliński (em. prac. nauki, IEiAK, Uniwersytet im. Adama Mickiewicza w Poznaniu, IAiE, Polska Akademia Nauk)
- Alexandra Schwell (Institut für Volkskunde/Kulturanthropologie, Universität Hamburg)